# Cabinet Scharping
Land de Rhénanie-Palatinat
Wagner Beck I
Le cabinet Scharping (en allemand : Kabinett Scharping) est le gouvernement du Land de Rhénanie-Palatinat entre le 21 mai 1991 et le 26 octobre 1994, sous la 12e législature du Landtag.
Il est dirigé par le social-démocrate Rudolf Scharping, vainqueur à la majorité relative des élections régionales, et repose sur une coalition entre le Parti social-démocrate et le Parti libéral-démocrate. Il succède au gouvernement du chrétien-démocrate Carl-Ludwig Wagner, marquant la première alternance dans ce Land depuis 1946, et cède le pouvoir au premier cabinet de Kurt Beck à la suite de l'entrée de Rudolf Scharping en politique fédérale.

## Historique du mandat
Ce gouvernement est dirigé par le nouveau ministre-président social-démocrate Rudolf Scharping. Il est constitué et soutenu par une « coalition sociale-libérale » entre le Parti social-démocrate d'Allemagne (SPD) et le Parti libéral-démocrate (FDP). Ensemble, ils disposent de 54 députés sur 101, soit 53,5 % des sièges du Landtag.
Il est formé à la suite des élections régionales du 21 avril 1991.
Il succède donc au cabinet du chrétien-démocrate Carl-Ludwig Wagner, au pouvoir depuis 1988, constitué et soutenu par une « coalition noire-jaune » entre l'Union chrétienne-démocrate d'Allemagne (CDU) et le Parti libéral-démocrate.

### Succession
Pour les élections fédérales du 16 octobre 1994, Rudolf Scharping est désigné candidat à la chancellerie par le Parti social-démocrate. En dépit de sa défaite face aux Unions chrétiennes au pouvoir, il décide de prendre la présidence du groupe parlementaire au Bundestag. Il renonce donc à diriger le gouvernement de Rhénanie-Palatinat et cède le pouvoir au président du groupe parlementaire au Landtag, Kurt Beck. Celui-ci constitue son premier exécutif, toujours en coalition avec le FDP.

## Composition
| Fonction                                                                 | Titulaire | Titulaire                                                               | Parti |
| ------------------------------------------------------------------------ | --------- | ----------------------------------------------------------------------- | ----- |
| Ministre-président                                                       |           | Rudolf Scharping                                                        | SPD   |
| Vice-ministre-président Ministre de l'Économie et des Transports         |           | Rainer Brüderle                                                         | FDP   |
| Ministre de l'Intérieur                                                  |           | Walter Zuber                                                            | SPD   |
| Ministre des Finances                                                    |           | Edgar Meister jusqu'au 30/09/1993 Gernot Mittler à partir du 13/10/1993 | SPD   |
| Ministre de la Justice                                                   |           | Peter Caesar                                                            | FDP   |
| Ministre de l'Égalité entre les femmes et les hommes                     |           | Jeanette Rott                                                           | SPD   |
| Ministre du Travail, des Affaires sociales, de la Famille et de la Santé |           | Ullrich Galle                                                           | SPD   |
| Ministre de l'Agriculture, de la Viticulture et des Forêts               |           | Karl Schneider (de)                                                     | SPD   |
| Ministre de l'Éducation et de la Culture                                 |           | Rose Götte                                                              | SPD   |
| Ministre de la Science et de la Formation professionnelle                |           | Jürgen Zöllner                                                          | SPD   |
| Ministre de l'Environnement                                              |           | Klaudia Martini                                                         | SPD   |
| Ministre des Affaires fédérales et européennes                           |           | Florian Gerster                                                         | SPD   |